# НБА драфт 1984.
НБА драфт 1984, је био 37. по реду драфт Националне кошаркашке асоцијације (НБА). Одржан је на Фелт Форуму у Медисон сквер гардену у  Њујорку, 19. јуна 1984, пре сезоне 1984–85. Драфт се генерално сматра једним од најбољих, ако не и најбољи, у историји НБА, са четири члана Кошаркашке Куће славних који су драфтовани у првих шеснаест избора и укупно пет. Укључивао је првог избора Акима Олајџувона, Мајкла Џордана, Чарлса Барклија и Џона Стоктона. Драфт је емитован у Сједињеним Државама на USA Network.
У овом драфту, 23 НБА тима су се смењивала у одабиру аматерских америчких колеџ кошаркаша и других квалификованих играча, укључујући међународне играче. Хјустон рокетси су победили у бацању новчића и били су награђени као први избор, док су Портланд трејлблејзерси, који су добили први избор Индијана пејсерса у размени, добили други избор. Преостали избори првог кола и наредни кругови додељени су тимовима обрнутим редоследом од њиховог рекорда победа и пораза у претходној сезони. Кливленд кавалирси су награђени додатним избором у првој рунди драфта као компензација за драфт пикове које је уклонио њихов претходни власник, Тед Степиен.
Играч који је завршио четворогодишњу факултетску квалификацију аутоматски је био подобан за селекцију. Пре драфта, петоро ученика нижег разреда најавило је да ће рано напустити колеџ и да ће имати право на селекцију. Пре драфта, Сан Дијего Клиперси су се преселили у Лос Анђелес и постали Лос Анђелес клиперси. Драфт се састојао од 10 рунди у којима је бирано 228 играча. Овај драфт је био последњи који је одржан пре стварања драфт лутрије 1985. године. Био је то први НБА драфт који је надгледао Дејвид Стерн, који је наставио да буде комесар лиге наредних 30 година.

## Драфт избори
(у табели приказана прва рунда драфта)
| Рунда | Пик | Играч            | Позиција       | Држављанство | Тим                                        | Колеџ / Тим                             |
| ----- | --- | ---------------- | -------------- | ------------ | ------------------------------------------ | --------------------------------------- |
| 1     | 1   | Аким Олајџувон   | центар         | Нигерија     | Хјустон рокетси                            | Универзитет Хјустона                    |
| 1     | 2   | Сам Боуи         | центар         | САД          | Портланд трејлблејзерси                    | Универзитет Кентакија                   |
| 1     | 3   | Мајкл Џордан     | бек / крило    | САД          | Чикаго булси                               | Универзитет Северне Каролине            |
| 1     | 4   | Сам Перкинс      | крило / центар | САД          | Далас маверикс (од Кливленда)              | Универзитет Северне Каролине            |
| 1     | 5   | Чарлс Баркли     | крило          | САД          | Филаделфија 76ерси                         | Универзитет Оберна                      |
| 1     | 6   | Мелвин Турпан    | центар         | САД          | Вашингтон булетси (трејдован у Кливленд)   | Универзитет Кентакија                   |
| 1     | 7   | Алвин Робертсон  | бек            | САД          | Сан Антонио спарси                         | Универзитет Арканзасa                   |
| 1     | 8   | Ланкастер Гордон | бек            | САД          | Л.А. клиперси (од Голден Стејта)           | Универзитет Луивилa                     |
| 1     | 9   | Отис Торп        | крило / центар | САД          | Канзас Сити кингси                         | Колеџ Провиденс                         |
| 1     | 10  | Леон Вуд         | бек            | САД          | Филаделфија 76ерси (од Денвера)            | Универзитет Калифорнија Стејт, Фулертон |
| 1     | 11  | Кевин Вилис      | крило / центар | САД          | Атланта хокси                              | Универзитет Мичиген Стејта              |
| 1     | 12  | Тим Макормик     | центар         | САД          | Кливленд кавалирси (трејдован у Сијетл)    | Универзитет Мичигена                    |
| 1     | 13  | Џај Хамфрис      | бек            | САД          | Финикс санси                               | Универзитет Колорадо Болдера            |
| 1     | 14  | Мајкл Кејџ       | крило / центар | САД          | Лос Анђелес клиперси (од Сијетла)          | Универзитет Сан Дијего Стејта           |
| 1     | 15  | Теренс Стансбури | бек            | САД          | Далас маверикси                            | Универзитет Темпла                      |
| 1     | 16  | Џон Стоктон      | бек            | САД          | Јута џез                                   | Универзитет Гонзаге                     |
| 1     | 17  | Џеф Тарнер       | крило / центар | САД          | Њу Џерзи нетси                             | Универзитет Вандербилт                  |
| 1     | 18  | Верн Флеминг     | бек            | САД          | Индијана пејсерси (од Њујорка)             | Универзитет Џорџијe                     |
| 1     | 19  | Бернард Томпсон  | бек / крило    | САД          | Портланд трејлблејзерси                    | Универзитет Калифорнија Стејт, Фрезно   |
| 1     | 20  | Тони Кембел      | бек / крило    | САД          | Детроит пистонси                           | Државни универзитет Охаја               |
| 1     | 21  | Кени Филдс       | бек / крило    | САД          | Милвоки бакси                              | УЦЛА                                    |
| 1     | 22  | Том Сивел        | бек            | САД          | Филаделфија 76ерси (трејдован у Вашингтон) | Универзитет Ламар                       |
| 1     | 23  | Ерл Џонс         | центар         | САД          | Лос Анђелес лејкерси                       | Универзитет Дистиркта Колумбија         |
| 1     | 24  | Мајкл Јанг       | бек / крило    | САД          | Бостон селтикси                            | Универзитет Хјустона                    |